# Herrarnas lagmångkamp i gymnastik vid olympiska sommarspelen 1992
Herrarnas lagmångkamp i gymnastik vid olympiska sommarspelen 1992 avgjordes i Palau d'Esports de Barcelona.

## Medaljörer
| Gren                  | Guld | Silver                                                              | Brons                                                                                                   |
| Herrarnas lagmångkamp | OSS Valerij Belenkij Ihor Korobtjynskyj Hryhorij Misjutin Vitalj Sjtjerba Rustam Sjaripov Aleksej Voropajev | Kina Guo Linyao Li Chunyang Li Dashuang Li Ge Li Jing Li Xiaoshuang | Japan Yutaka Aihara Takashi Chinen Yoshiaki Hatakeda Yukio Iketani Masayuki Matsunaga Daisuke Nishikawa |

## Resultat

### Final
| Placering | Lag            | Totalt  |
| --------- | -------------- | ------- |
| 1:a       | OSS            | 585.400 |
| 2:a       | Kina           | 583.750 |
| 3:a       | Japan          | 578.250 |
| 4         | Tyskland       | 575.575 |
| 5         | Italien        | 571.750 |
| 6         | USA            | 571.725 |
| 7         | Rumänien       | 571.150 |
| 8         | Sydkorea       | 570.850 |
| 9         | Ungern         | 570.525 |
| 10        | Bulgarien      | 566.800 |
| 11        | Schweiz        | 563.225 |
| 12        | Storbritannien | 558.100 |